# 贛州小炒魚
贛州小炒魚是贛菜著名的菜餚之一，以「炒」為主要特色。
贛州小炒魚是由明朝赣州厨师凌廚子首創，相传南赣巡抚王守仁喜爱吃草鱼，一日在船上钓到鲜草鱼，命厨师在船上当即烹调，厨师慌乱之间将醋误作酱油入锅，成菜带有清香，王守仁品尝后十分喜欢，问厨师菜名，厨师以小酒（即醋）烹调草鱼，就叫小草鱼，后传为小炒鱼。其重點是選用鮮草魚，除去頭尾鳞鳃内脏，批成塊狀，用调料腌渍，先入油锅炸制，再配以生薑、四季蔥、紅椒、醬油、小酒（即「醋」）等佐料翻炒。全菜色澤金黃、味鮮嫩滑、含帶醋香。